# Miriam Blasco Soto
Miriam Blasco Soto (Valladolid, Espanya 12 de desembre de 1963) és una judoka, ja retirada, i política valenciana.
Va ser la primera espanyola en ser campiona olímpica, i va ser campiona del món, d'Europa i d'Espanya, fet que la converteix en una de les dones amb més victòries de l'esport espanyol.

## Biografia
Va néixer el 12 de desembre de 1963 a la ciutat de Valladolid (Castella i Lleó), si bé de ben petita resideix a Alacant (País Valencià).

## Carrera esportiva
Va participar, als 28 anys, en els Jocs Olímpics d'Estiu de 1992 de Barcelona (Catalunya), on va aconseguir guanyar la medalla d'or en la prova femenina de pes lleuger (-56 kg.), esdevenint la primera medalla olímpica d'or per a una dona en uns Jocs Olímpics en representació d'Espanya.
Al llarg de la seva carrera ha aconseguit dues medalles en el Campionat del Món de judo, entre elles una medalla d'or, els anys 1989 i 1991, i quatre medalles al Campionat d'Europa, una d'elles d'or, entre els anys 1988 i 1994.
Als Jocs Olímpics de 1996 d'atlanta, les seves deixebles Isabel Fernández i Yolanda Soler van guanyar la medalla de bronze. Entre 1997 i 1999 fou entrenadora de la selecció espanyola de judo i de la selecció valenciana de 1993 a 2003.
El 2007 va rebre el Premi Castella i Lleó de l'Esport.

## Carrera política
En abandonar la seva carrera esportiva, influïda per Eduardo Zaplana, es dedicà a la política i ha estat senadora per la circumscripció d'Alacant pel Partit Popular a les eleccions generals espanyoles de 2000 i 2004. Va presidir la Comissió Especial Dona i Esport del Comitè Olímpic Espanyol i la Comissió especial sobre la situació dels esportistes en finalitzar la seva carrera esportiva.
Fou triada diputada al Congrés espanyol a les eleccions de 2011, també per Alacant. Ha estat portaveu de la Comissió d'Educació i Esport del Congrés dels Diputats.
Actualment es dedica al voluntariat i manté el seu compromís en la promoció de la dona en l'esport.